# 聯合國安全理事會第60號決議
聯合國安理會第60號決議是1948年10月29日在聯合國安全理事會第375次會議通過的。這項決議組織一個由英國、中華民國、法國、比利時和烏克蘭蘇維埃社會主義共和國組成的小組委員會，負責考慮各方對S/1059文件第二修正草案的修訂與修正，並為安理會擬定一份修正決議草案。
該決議在沒有投票表決的情況下通過。

## 外部連結
- 60號決議全文